# Turnworth
Turnworth är en by och en civil parish i Dorset i England. Orten har 44 invånare (2001). Byn nämndes i Domedagsboken (Domesday Book) år 1086, och kallades då Torneworde.